# Ragnar Sigurðsson
Ragnar Sigurðsson (Reykjavík, 19 de junho de 1986) é um futebolista islandês que atua como zagueiro. Atualmente defende o Rostov.

## Carreira
Ragnar Sigurðsson fez parte do elenco da Seleção Islandesa de Futebol da Eurocopa de 2016.
Na sua carreira começou jogando no Fylkir FC depois jogou em vários times da europa como o IFK Gotemburgo, FC Kobenhavn, FC Krasnodar, Fulhan FC, FC Rubin Kazan, FK Rostov, FC Rukh Lviv e voltou para o Fylkir FC onde se aposentou em 2022.